# Marie Morisawa
Marie Morisawa (* 2. November 1919 in Toledo (Ohio); † 10. Juni 1994) war eine US-amerikanische Geologin (Geomorphologie).
Marie Morisawa war die Tochter eines japanischen Vaters und einer Amerikanerin. Sie studierte am Hunter College der City University of New York mit einem Bachelor-Abschluss in Mathematik 1941. Danach erhielt sie einen M.A. in Theologie. Nach verschiedenen Jobs studierte sie Geologie an der University of Wyoming in Laramie mit dem Master-Abschluss 1952 und wurde 1960 an der Columbia University bei Arthur Strahler promoviert. Danach war sie beim US Office of Naval Research, wo sie am Programm für quantitative Geomorphologie beteiligt war. 1955 bis 1959 war sie Instructor am Bryn Mawr College, war ab 1959 an der Fakultät der University of Montana. 1961 bis 1963 war sie beim US Geological Survey. Ab 1963 lehrte sie am Antioch College und ab 1970 an der State University of New York at Binghamton. 1990 ging sie dort in den Ruhestand. Sie starb bei einem Autounfall.
1987/88 war sie als Fulbright Scholar in Indien und 1990 Geologist in Residence am Carlton College.
Sie war Teil einer Erneuerung der ursprünglich eher deskriptiven Geomorphologie in den 1950er und 1960er Jahren durch Einführung quantitativer Methoden. Morisawa untersuchte insbesondere Fluss-Systeme, beginnend mit ihr Doktorarbeit über quantitative Geomorphologie von Flusssystemen in Pennsylvania, aber auch zum Beispiel Faltungszonen wie den Wasatch Fault, Küsten, Katastrophen wie Erdbeben (Entstehung des Hebgen Lake 1959 durch ein Erdbeben), Erdrutsche und Vulkane, Zusammenhang von Geomorphologie und Plattentektonik. Sie war auch eine der Begründer der Umwelt-Geomorphologie, worüber ab 1970 regelmäßig Symposien an ihrer Universität stattfanden.
1986 war sie Gründungsherausgeberin der Zeitschrift Geomorphology. Ein Preis der Geological Society of America für Studentinnen mit Abschlüssen in Geomorphologie ist nach ihr benannt.

## Schriften (Auswahl)
- Quantitative Geomorphology of Some Watersheds in the Appalachian Plateau, Geological Society of America Bulletin, Band 73, 1962, S. 1025–1046.
- Distribution of streamflow direction in drainage systems, Journal of Geology, Band 71, 1963, S. 528–529.
- Classification of Rivers, in: Fairbridge (Hrsg.), Encyclopedia of Geomorphology, 1968
- Streams: Their Dynamics and Morphology, McGraw Hill 1968
- Evaluating Riverscapes, in: D. R. Coates (Hrsg.), Environmental Geomorphology (Binghamstown), 1971, S. 91–106.
- mit Joel S. Watkins, Michael L. Bottino: Our Geological Environment, Saunders 1975
- Geomorphology Laboratory Manual, Wiley 1977
- Rivers: Form and Process, Longman 1985

| Personendaten    | Personendaten             |
| ---------------- | ------------------------- |
| NAME             | Morisawa, Marie           |
| KURZBESCHREIBUNG | US-amerikanische Geologin |
| GEBURTSDATUM     | 2. November 1919          |
| GEBURTSORT       | Toledo (Ohio)             |
| STERBEDATUM      | 10. Juni 1994             |